# Марцабото
Марцабо̀то (на италиански: Marzabotto, на местен диалект Marzabòt, Мардзабот) е градче и община в северна Италия, провинция Болоня, регион Емилия-Романя. Разположено е на 130 m надморска височина. Населението на общината е 6833 души (към 2010 г.).

## История
Между 29 септември и 5 октомври 1944 г., в отговор на оказваната поддръжка на партизаните и съпротивителното движение, войници от 16-а СС танково-гренадирска дивизия Райхсфюрер-СС, водена от щурмбанфюрер Валтер Редер убиват няколкостотин цивилни на територията на общините Марцабото, Монцуно и Грицана Моранди.